# Bugio
Bugio je jedním z neobydlených ostrovů souostroví Ilhas Desertas, náležejícím geograficky k Madeirskému souostroví. Leží v Atlantském oceánu ve vzdálenosti 25 km jihovýchodně od ostrova Madeira. Má protáhlý tvar o velikosti 7,5 x 0,7 km.

## Fauna a flóra
Ostrov je součástí přírodní rezervace Desertas Islands a jeho plocha patí mezi chráněná území soustavy Natura 2000. Na ostrově žije vysoký podíl endemických druhů flóry a fauny v několika důležitých biologických stanoviších suchozemských i mořských živočichů, srovnatelná např. s oblastí ostrovů Makaronésie. Například zde hnízdí endemické ptačí druhy buřňák desertský (Pterodroma deserta) nebo buřňák kapverdský (Pterodroma feae).
Platí proto přísné pravidlo zákazu přibližovat se k ostrovu na vzdálenost menší než 100 m.